# Премія «Сезар» за найкращий оригінальний або адаптований сценарій
«Премія „Сезар“ за найкращий оригінальний або адаптований сценарій» (фр. César du meilleur scénario, dialogues ou adaptation (1976-1982); César du meilleur scénario original ou adaptation (1986-2005)) — одна з головних нагород Академії мистецтв та технологій кінематографа Франції, що вручаються за найкращу літературну основу для фільмів у рамках національній кінопремії «Сезар». Формально є застарілою номінацією, оскільки з 2006 року (а також у 1983–1985 роках) була розділена на дві категорії: за найкращий оригінальний сценарій та за найкращий адаптований сценарій.

## Переможці та номінанти
Нижче наведено список фільмів, що отримали цю премію, а також номінанти. Імена переможців виділено окремим кольором

## 1970-і
| Рік  | Назва українською           | Оригінальна назва                | Автори                          |
| ---- | --------------------------- | -------------------------------- | ------------------------------- |
| 1976 | Нехай розпочнеться свято    | Que la fête commence…            | Жан Оранш, Бертран Таверньє     |
| 1976 | Сім смертей за рецептом     | Sept morts sur ordonnance        | Жорж Коншон, Жак Руфффо         |
| 1976 | Стара рушниця               | Le Vieux Fusil                   | Робер Енріко, Паскаль Жарден    |
| 1976 | Кузен, кузина               | Cousin Cousine                   | Жан Шарль Такелла               |
| 1977 | Суддя і вбивця              | Le Juge et l'Assassin            | Жан Оранш, Бертран Таверньє     |
| 1977 | Найкращий спосіб маршування | La meilleure façon de marcher    | Клод Міллер, Люк Беро           |
| 1977 | І слони бувають невірні     | Un éléphant ça trompe énormément | Жан-Лу Дабаді                   |
| 1977 | Іграшка                     | Le Jouet                         | Франсіс Вебер                   |
| 1978 | Провидіння                  | Providence                       | Девід Мерсер                    |
| 1978 | Смерть негідника            | Mort d’un pourri                 | Мішель Одіар                    |
| 1978 | Цей смутний об'єкт бажання  | Cet obscur objet du désir        | Луїс Бунюель, Жан-Клод Карр'єр  |
| 1978 | Ми усі відправимося до раю  | Nous irons tous au paradis       | Жан-Лу Дабаді, Ів Робер         |
| 1979 | Досьє на 51-го              | Le Dossier 51                    | Мішель Девіль, Жиль Перро       |
| 1979 | Чужі гроші                  | L’Argent Des Autres              | Крістіан де Шалонж, П'єр Дімайє |
| 1979 | Цукор                       | Le Sucre                         | Жорж Коншон, Жак Руффіо         |
| 1979 | Проста історія              | Une histoire simple              | Жан-Лу Дабаді, Клод Соте        |
| 1980 | Холодні закуски             | Buffet froid                     | Бертран Бліє                    |
| 1980 | Дивна дівчинка              | La Drôlesse                      | Жак Дуайон                      |
| 1980 | І… як Ікар                  | I… Comme Icare                   | Анрі Верней, Дідьє Декуен       |
| 1980 | Чорна серія                 | Série noire                      | Ален Корно, Жорж Перек          |

## 1980-і
| Рік  | Назва українською          | Оригінальна назва    | Автори                                               |
| ---- | -------------------------- | -------------------- | ---------------------------------------------------- |
| 1981 | Останнє метро              | Le Dernier Métro     | Сюзанн Шифман, Франсуа Трюффо                        |
| 1981 | Мій американський дядечко  | Mon oncle d’Amérique | Жан Груаль                                           |
| 1981 | Атлантик-Сіті              | Atlantic City        | Джон Гуар                                            |
| 1981 | Прямий репортаж про смерть | La Mort en direct    | Дівід Рейфієл, Бертран Таверньє                      |
| 1982 | Під попереднім слідством   | Garde à vue          | Мішель Одіар, Жан Герма́н (Жан Вотрен), Клод Міллер   |
| 1982 | Бездоганна репутація       | Coup de torchon      | Жан Оранш, Бертран Таверньє                          |
| 1982 | Боротьба за вогонь         | La Guerre du feu     | Жерар Браш                                           |
| 1982 | Дивна справа               | Une étrange affaire  | Жан-Марк Робертс, Крістофер Франк, П'єр Граньє-Дефер |

У 1983-1985 роках премію присуджували у двох підкатегоріях:
| Рік  | Назва українською                 | Оригінальна назва                    | Автори                                               |
| ---- | --------------------------------- | ------------------------------------ | ---------------------------------------------------- |
| 1986 | Троє чоловіків і немовля в люльці | Trois Hommes Et Un Couffin           | Колін Серро                                          |
| 1986 | Побачення                         | Rendez-vous                          | Олів'є Ассаяс, Андре Тешіне                          |
| 1986 | Помирають тільки двічі            | On ne meurt que deux fois            | Мішель Одіар, Жак Дере                               |
| 1986 | Зухвала дівчинка                  | L’Effrontée                          | Клод Міллер, Люк Беро, Бернар Стора, Анн Міллер      |
| 1986 | Небезпека у будинку               | Peril En La Demeure                  | Мішель Девіль                                        |
| 1987 | Тереза                            | Thérèse                              | Камілла де Казаб'янка, Ален Кавальє                  |
| 1987 | Жан де Флоретт                    | Jean de Florette                     | Клод Беррі, Жерар Браш                               |
| 1987 | Вечірня сукня                     | Tenue de Soirée                      | Бертран Бліє                                         |
| 1987 | Утікачі                           | Les Fugitifs                         | Франсіс Вебер                                        |
| 1988 | До побачення, діти                | Au revoir les enfants                | Луї Маль                                             |
| 1988 | Тандем                            | Tandem                               | Патріс Леконт, Патрік Девольф                        |
| 1988 | Гран Шман                         | Le Grand Chemin                      | Жан-Луп Г'юберт                                      |
| 1988 | Друг моєї подруги                 | L’Ami de mon amie                    | Ерік Ромер                                           |
| 1988 | Пристрасті за Беатріс             | La Passion Béatrice                  | Коло Таверньє                                        |
| 1989 | Життя — це довга спокійна річка   | La vie est un long fleuve tranquille | Етьєн Шатільє, Флоранс Кентен                        |
| 1989 | Маленька злодійка                 | La Petite Voleuse                    | Франсуа Трюффо, Клод Де Жівре, Клод Міллер, Люк Беро |
| 1989 | Чтиця                             | La Lectrice                          | Мішель Девіль, Розалінда Девіль                      |
| 1989 | Дивне місце для зустрічі          | Drôle d’endroit pour une rencontre   | Франсуа Дюпейрон, Домінік Фесс                       |
| 1990 | Занадто красива для тебе          | Trop Belle Pour Toi                  | Бертран Бліє                                         |
| 1990 | Життя і нічого більше             | La vie et rien d’autre               | Жан Космо, Бертран Таверньє                          |
| 1990 | Форс-мажор                        | Force majeure                        | П'єр Жоліве, Олів'є Шацький                          |
| 1990 | Безжальний світ                   | Un monde sans pitié                  | Ерік Рошан                                           |

## 1990-і
| Рік  | Назва українською                    | Оригінальна назва                    | Автори                                             |
| ---- | ------------------------------------ | ------------------------------------ | -------------------------------------------------- |
| 1991 | Скромниця                            | La Discrète                          | Крістіан Венсан, Жан-П'єр Ронсі                    |
| 1991 | Сірано де Бержерак                   | Cyrano de Bergerac                   | Жан-Поль Раппно, Жан-Клод Карр'єр                  |
| 1991 | Маленький злочинець                  | Force majeure                        | Жак Дуайон                                         |
| 1991 | Чоловік перукарки                    | Le Mari de la coiffeuse              | Патріс Леконт, Клод Клоц                           |
| 1992 | Делікатеси                           | Delicatessen                         | Жан-П'єр Жене, Марк Каро, Жиль Андрієн             |
| 1992 | Спасибі, життя                       | Merci La Vie                         | Бертран Бліє                                       |
| 1992 | Усі ранки світу                      | Tous Les Matins Du Monde             | Паскаль Кіньяр, Ален Корно                         |
| 1992 | Ван Гог                              | Van Gogh                             | Моріс Піала                                        |
| 1993 | Криза                                | La Crise                             | Колін Серро                                        |
| 1993 | Л-627                                | L.627                                | Бертран Таверньє                                   |
| 1993 | Дикі ночі                            | Les Nuites Fauves                    | Сиріл Коллар                                       |
| 1993 | Часовий                              | La Sentinelle                        | Арно Деплешен                                      |
| 1993 | Крижане серце                        | Un coeur en hiver                    | Клод Соте, Жак Ф'єскі                              |
| 1994 | Палити/Не палити                     | Smoking / No Smoking                 | Аньєс Жауї, Жан-П'єр Бакрі                         |
| 1994 | Жерміналь                            | Germinal                             | Клод Беррі, Арлетт Лангман                         |
| 1994 | Улюблена пора року                   | Ma saison préférée                   | Паскаль Боніцер, Андре Тешіне                      |
| 1994 | Прибульці                            | Les Visiteurs                        | Крістіан Клавьє, Жан-Марі Пуаре                    |
| 1994 | Три кольори: Синій                   | Trois Couleurs: Bleu                 | Кшиштоф Кесльовський, Кшиштоф Пісевич              |
| 1995 | Дикі очерети                         | Les Roseaux sauvages                 | Олів'є Массар, Жиль Торан, Андре Тешіне            |
| 1995 | Дивися, як падають люди              | Regarde les hommes tomber            | Жак Одіар, Ален Ле Анрі                            |
| 1995 | Підступність слави                   | Grosse Fatigue                       | Мішель Блан, Андре Тешіне                          |
| 1995 | Королева Марго                       | La Reine Margot                      | Даніель Томпсон, Патріс Шеро                       |
| 1995 | Три кольори: Червоний                | Trois Couleurs: Rouge                | Кшиштоф Кесльовський, Кшиштоф Пісевич              |
| 1996 | Проклятий газон                      | Gazon Maudit                         | Жозіан Баласко, Тешле Бурмен                       |
| 1996 | Церемонія                            | La Cérémonie                         | Клод Шаброль, Каролін Еліашефф                     |
| 1996 | Неллі та месьє Арно                  | Nelly et Monsieur Arnaud             | Жак Ф'єскі, Клод Соте                              |
| 1996 | Ненависть                            | La Haine                             | Матьє Кассовіц                                     |
| 1996 | Кохання в лугах                      | Le Bonheur est dans le pré           | Флоранс Квентін                                    |
| 1997 | Сімейна атмосфера                    | Un air de famille                    | Аньєс Жауї, Жан-П'єр Бакрі, Седрік Клапіш          |
| 1997 | Вечірній прикид                      | Pédale douce                         | Габріель Агійон, Патрік Тімсі                      |
| 1997 | Нікому невідомий герой               | Un héros très discret                | Жак Одіар, Ален Ле Анрі                            |
| 1997 | Капітан Конан                        | Capitaine Conan                      | Бертран Таверньє, Жан Космо                        |
| 1997 | Насмішка                             | Ridicule                             | Ремі Вотерхаус                                     |
| 1998 | Відомі старі пісні                   | On connaît la chanson                | Аньєс Жауї, Жан-П'єр Бакрі                         |
| 1998 | Кузен                                | Le Cousin                            | Мішель Александр, Ален Корно                       |
| 1998 | Сухе прибирання                      | Nettoyage à sec                      | Анн Фонтен, Жиль Торан                             |
| 1998 | Вестерн по-французьки                | Western                              | Мануель Пурьє, Жан-Франсуа Гуайє                   |
| 1998 | Маріус і Жанетт                      | Marius et Jeannette                  | Жан-Луї Мілезі, Робер Гедігян                      |
| 1999 | Вечеря з недоуком                    | Le dîner de cons                     | Франсіс Вебер                                      |
| 1999 | Уявне життя ангелів                  | La Vie rêvée des anges               | Ерік Зонка, Роже Бобо, Вірджині Вагон, П'єр Чоссон |
| 1999 | Ті, хто мене любить, поїдуть потягом | Ceux qui m’aiment prendront le train | Даніель Томпсон, Патріс Шеро, П'єр Трівідік        |
| 1999 | Вандомська площа                     | Place Vendôme                        | Жак Ф'єскі, Ніколь Гарсія                          |
| 1999 | Потяг життя                          | Train de vie                         | Раду Міхайляну                                     |
| 2000 | Салон краси «Венера»                 | Vénus beauté (institut)              | Тоні Маршалл                                       |
| 2000 | Хвороба Закса                        | La Maladie de Sachs                  | Мішель Девіль, Розалінда Девіль                    |
| 2000 | Дівчина на мосту                     | La fille sur le pont                 | Серж Фрідман                                       |
| 2000 | Мій маленький бізнес                 | Ma petite entreprise                 | П'єр Жоліве, Сімон Мікаель                         |
| 2000 | Різдвяний пиріг                      | La Bûche                             | Даніель Томпсон, Крістофер Томпсон                 |

## 2000-і
| Рік  | Назва українською                  | Оригінальна назва                   | Автори                                                     |
| ---- | ---------------------------------- | ----------------------------------- | ---------------------------------------------------------- |
| 2001 | На чужий смак                      | Le Goût des autres                  | Жан-П'єр Бакрі, Аньєс Жауї                                 |
| 2001 | Людські ресурси                    | Ressources humaines                 | Лоран Канте, Жиль Маршан                                   |
| 2001 | Гаррі — друг, який бажає вам добра | Harry un ami qui vous veut du bien  | Домінік Молль, Жиль Маршан                                 |
| 2001 | Доньки короля                      | Saint-Cyr                           | Ів Томас, Патрисія Мазюї-Реджьяні                          |
| 2001 | Справа смаку                       | Une affaire de goût                 | Бернар Рапп, Жиль Торан                                    |
| 2002 | Читай по губах                     | Sur mes lèvres                      | Жак Одіар, Тоніно Бенаквіста                               |
| 2002 | Палата для офіцерів                | La Chambre des officiers            | Франсуа Дюпейрон                                           |
| 2002 | Амелі                              | Le Fabuleux Destin d’Amélie Poulain | Жан-П'єр Жене, Гійом Лоран                                 |
| 2002 | Хаос                               | Chaos                               | Колін Серро                                                |
| 2002 | Нічия земля                        | No Man’s Land                       | Даніс Танович                                              |
| 2003 | Амінь                              | Amen.                               | Коста-Гаврас, Жан-Клод Грумберг                            |
| 2003 | Цілуй кого хочеш                   | Embrassez qui vous voudrez          | Мішель Блан                                                |
| 2003 | Піаніст                            | Le Pianiste                         | Рональд Гарвуд                                             |
| 2003 | Іспанка                            | L’Auberge espagnole                 | Седрік Клапіш                                              |
| 2003 | 8 жінок                            | 8 femmes                            | Франсуа Озон, Марина де Ван                                |
| 2004 | Навали варварів                    | Les Invasions barbares              | Дені Аркан                                                 |
| 2004 | Чудова пара                        | Un couple épatant                   | Люка Бельво                                                |
| 2004 | Відколи поїхав Отар                | Depuis qu’Otar est parti…           | Джулі Бертучеллі, Бернард Ренуччі, Роже Бобо               |
| 2004 | Страх і трепет                     | Stupeur et Tremblements             | Ален Корно                                                 |
| 2004 | Щасливої дороги!                   | Bon voyage                          | Жан-Поль Раппно, Патрік Модіано                            |
| 2005 | Виверт                             | L’Esquive                           | Абделатіф Кешиш, Галія Лакруа                              |
| 2005 | Королі та королева                 | Rois et Reine                       | Арно Деплешен, Роже Бобо                                   |
| 2005 | Подивися на мене                   | Comme une image                     | Аньєс Жауї, Жан-П'єр Бакрі                                 |
| 2005 | Довгі заручини                     | Un long dimanche de fiançailles     | Жан-П'єр Жене, Гійом Лоран                                 |
| 2005 | Набережна Орфевр, 36               | 36 Quai des Orfèvres                | Олів'є Маршаль, Франк Манкузо, Жульєн Рапно, Домінік Луазо |